# Argus C3

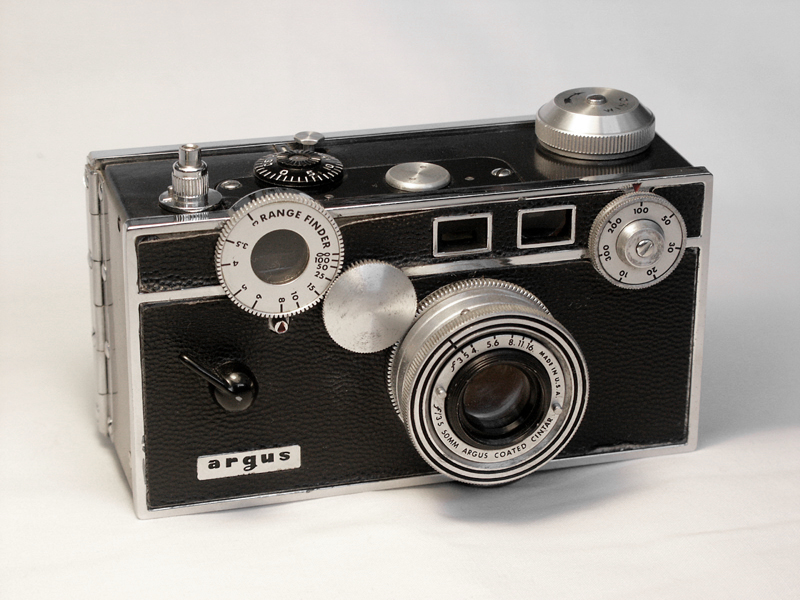
Argus C3

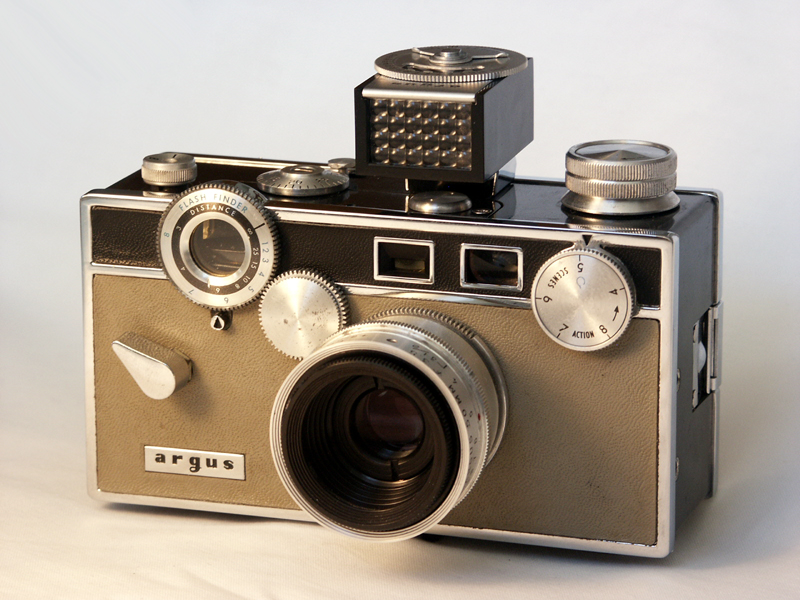
Argus C3 Matchmatic

Argus C3 byl levný fotoaparát o nízké hmotnosti, vybavený dálkoměrem. Vyráběla ho v letech 1939 až 1966 firma Argus v Ann Arbor, Michiganu, USA. Fotoaparát nahradil předchozí model Argus C2 a byl nejprodávanějším 35-mm modelem kamery na světě tři desetiletí a podílel se na popularizaci kinofilmového formátu. Vzhledem ke svému tvaru, velikosti a váze, byl prý fotografy často označován jako The Brick (kostička nebo pašák), v Japonsku jeho přezdívka překládá jako Lunchbox - krabička na sendvič.
Nejslavnější fotograf 20. století, který popoužíval Argus byl Tony Vaccaro, který tento model používal během druhé světové války (viz kapitolu Nejznámější uživatelé v tomto článku.)
C3 se vyráběla převážně z plastových a kovových odlitků. C3 byly a jsou levné a jejich jednoduchá konstrukce je dělá poměrně snadno opravitelné.

## Nejznámější uživatelé
Fotoaparátem Argus C3 zachycoval hrůzné okamžiky II. světové války voják Tony Vaccaro.
Robert Capa stejným aparátem zachycoval stěžejní momenty válečného konfliktu v Den D na Omaha Beach.